# Michele Gazzoli
Michele Gazzoli (4 de marzo de 1999) es un ciclista italiano, miembro del equipo XDS Astana Team de categoría UCI WorldTeam.
Destacó como junior al ganar el Campeonato de Europa y ser tercero en el campeonato del mundo en esta categoría.
En agosto de 2022 fue sancionado por la UCI sin poder competir durante un año al serle detectado tuaminoheptano en un control antidopaje realizado durante la Vuelta al Algarve.

## Palmarés
2021
- Gran Premio della Liberazione

2023
- 1 etapa de la Arctic Race de Noruega
- 2 etapas del Tour de Bulgaria

## Resultados en Grandes Vueltas
| Carrera | Carrera         | 2018 | 2019 | 2020 | 2021 | 2022 | 2023 | 2024 |
| ------- | --------------- | ---- | ---- | ---- | ---- | ---- | ---- | ---- |
|         | Giro de Italia  | —    | —    | —    | —    | —    | —    | —    |
|         | Tour de Francia | —    | —    | —    | —    | —    | —    | Ab.  |
|         | Vuelta a España | —    | —    | —    | —    | —    | —    | —    |

―: no participa
Ab.: abandono

## Equipos
- Kometa[5] (2018-2019)
  - Polartec-Kometa (2018)
  - Kometa Cycling Team (2019)
- Team Colpack Ballan[6] (2020-2021)
- Astana Qazaqstan Team (2022)[1]
- Astana Qazaqstan Development Team (2023)[2]
- Astana (2024-)
  - Astana Qazaqstan Team (2024)
  - XDS Astana Team (2025-)